# Khorasan (quartier de Téhéran)
Pour la région nord-est de l'Iran, voir Khorassan.
Khorasan est un quartier du sud-est de Téhéran, la capitale de l'Iran.